# Erik Thommesen
Pour les articles homonymes, voir Thommessen.
Erik Thommesen (Copenhague, 15 février 1916 - 22 août 2008) est un sculpteur danois.

## Biographie
Thommesen a d'abord étudié la zoologie.
Il commence la sculpture en 1937. Il est alors très admiratif du Cubisme et de l'Art primitif, qui sont alors ses principales sources d'inspiration. 
Thommesen fut un des membres de Høst, un mouvement d'artistes danois. Il est ensuite entré en contact avec le mouvement Cobra néerlandais, avec lequel il participé à différentes expositions notamment à Amsterdam. 

## Œuvres
Il a travaillé essentiellement dans le bois, mais aussi parfois dans le granit ou le bronze. Son style est très abstrait : il est difficile de différencier un humain d'un objet !
On trouve une importante collection de ses sculptures au Statens Museum for Kunst à Copenhague. Parmi elles, il y a des autoportraits, des portraits de son épouse l'artiste Anna Thommesen, d'Aristide Maillol et de femmes très abstraites, des figures abstraites...

## Récompenses
- Médaille Eckersberg